# أرت هيوز
أرت هيوز (بالإنجليزية: Art Hughes)‏ (17 يوليو 1965 بممفيس في الولايات المتحدة - ) هو لاعب كرة قدم أمريكي في مركز الدفاع. لعب مع Memphis Rogues ‏ وLouisville Thunder ‏ وممفيس أمريكانز ‏ وMemphis Storm ‏.